# 森愛樹
森 愛樹（もり あいき、1998年4月19日 - ）は、日本の男子バレーボール選手である。

## 来歴
兵庫県揖保郡出身。小学1年生からバレーボールを始める。
市立尼崎高等学校を経て、近畿大学に進学。
2017/18シーズン、V・チャレンジリーグII（当時のVリーグ3部リーグ）に所属する近畿クラブスフィーダにインターンとして入団。同シーズン、V・チャレンジリーグIIの試合に出場し、Vリーグデビューを果たした。2018/19シーズンもインターンとして近畿クラブスフィーダでプレーした。
2021年、V.LEAGUE DIVISION2 MEN（V2男子）に所属する兵庫デルフィーノに入団した。
2021-22シーズン、V2男子にてサーブレシーブ賞を受賞した。2022/23シーズンも、V2男子でサーブレシーブ賞を受賞した。
2023年、V1男子に所属する堺ブレイザーズ（現・日本製鉄堺ブレイザーズ）に移籍した。
2023-24シーズン、V1男子の試合に出場し、V1デビューを果たした。
2025年、日本代表に初選出された。

## エピソード
大学卒業後バレーボールを継続するつもりはなく就職活動をするも失敗し、スーパーでアルバイトをしていた。高校の恩師への相談がきっかけでデルフィーノへ入団し、2年連続でサーブレシーブ賞を獲得するも、2年目の2022-23シーズンでの入れ替え戦を含め0勝29敗という結果に自信を喪失し、一時引退を宣言。その後、高校の同級生の安藤誠弥からの誘いを受けブレイザーズに練習生として加入した。

## 球歴
- 日本代表 （2025年-）

## 所属チーム
- 尼崎市立尼崎高等学校（2014-2017年）
- 近畿大学（2017-2021年）
  - 近畿クラブスフィーダ（2017-2019年）
- 兵庫デルフィーノ（2021-2023年）
- 堺ブレイザーズ/日本製鉄堺ブレイザーズ（2023年-）

## 受賞歴
- 2022年 - 2021-22 V.LEAGUE DIVISION2 MEN サーブレシーブ賞
- 2023年 - 2022-23 V.LEAGUE DIVISION2 MEN サーブレシーブ賞
- 2025年 - 2024-25 SV.LEAGUE MEN トップサーブレシーバー